# Colom imperial caputxí
El colom imperial caputxí  (Ducula chalconota) és una espècie d'ocell de la família dels colúmbids (Columbidae) que habita els boscos de les muntanyes de Nova Guinea.